# Richterova stupnice

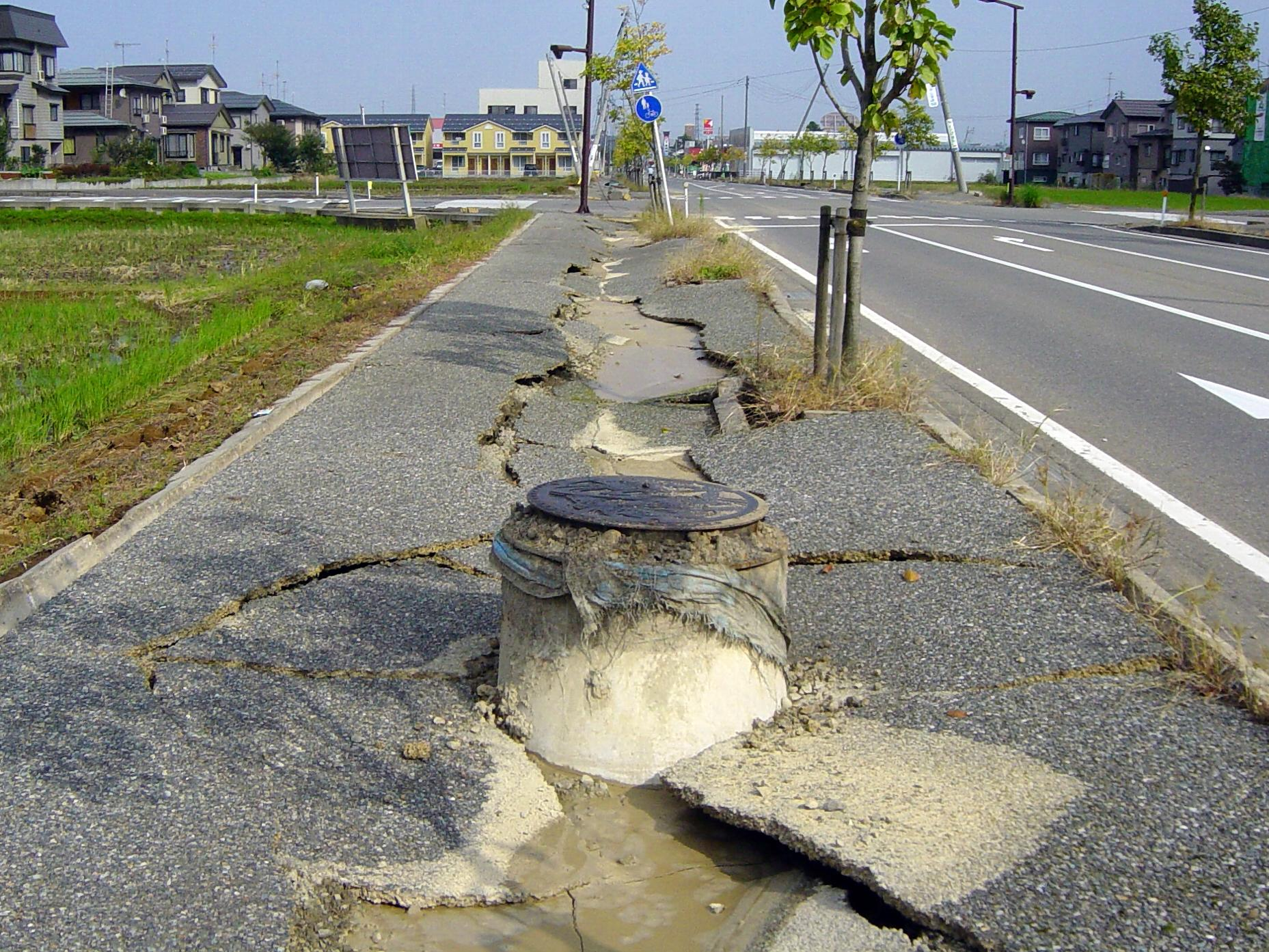
Chodník poničený vlivem zemětřesení

Richterova stupnice (nebo také místní magnitudo zemětřesení, škála = měřítko, stupnice) představuje jediné číslo, kterým se popisuje velikost (síla) zemětřesení. Je to logaritmická stupnice o základu 10 počítaná z vodorovné amplitudy největšího posunu od nuly na seismografu. Rozdíl amplitud způsobený vzdáleností epicentra zemětřesení od seismometru je opravený odečtením logaritmu předpokládané amplitudy zemětřesení o místním magnitudu 0 v té vzdálenosti. Tato oprava umožňuje používat toto číslo jako absolutní měřítko pro velikost zemětřesení.

## Příklady zemětřesení
Oblast severně od Alp je geologicky poměrně klidná. V Česku seismografy zaznamenávají i desítky slabých zemětřesení denně, které však lidé neregistrují. V některých oblastech Česka (Karlovarsko, Trutnovsko) pociťují slabší otřesy i několikrát za život. Nejsilnější zemětřesení na českém území měla magnitudu od 4,6 (Chebsko v roce 1985) do 4,9 (Český Těšín v roce 1786).
Zemětřesení o magnitudě 4,5 a více jsou dostatečně silná, aby je zaznamenaly seismografy po celém světě. Velmi velká zemětřesení jsou zaznamenána v průměru jednou ročně. Nejsilnější zatím zaznamenané zemětřesení bylo Velké chilské zemětřesení 22. května 1960, které mělo sílu 9,5 Richterovy škály.
V geologické minulosti planety se například následkem srážky s planetkou (asteroidem) mohla vyskytnout extrémně silná zemětřesení, překračující hodnotu 11 stupňů. K takovému zemětřesení došlo prokazatelně například před 66,0 miliony let po dopadu planetky Chicxulub do oblasti dnešního Mexického zálivu (událost spojená s hromadným vymíráním na konci křídy).

## Richterova stupnice
Richterovu škálu vymyslel roku 1935 Charles Richter ve spolupráci s Benem Gutenbergem na Kalifornském technologickém institutu (Caltech). Škála měla být původně používána při studiu kalifornských zemětřesení analýzou seismografů zaznamenaných Woodovým-Andersonovým torzním seismometrem. Richter původně zaokrouhloval naměřené hodnoty k nejbližším čtvrtinám jednotek, ale později se začala používat desetinná čísla. Motivací k vytvoření této škály byla snaha o oddělení velkého počtu menších zemětřesení od několika větších zemětřesení, která v té době byla v Kalifornii zaznamenána. Inspirací byla škála hvězdných velikostí používaná v astronomii pro popis jasnosti hvězd a dalších objektů na obloze.
Richter vybral za magnitudo 0 událost, která by na seismogramu zaznamenaném Woodovým-Andersonovým torzním seismometrem umístěném 100 km od epicentra zemětřesení ukázala maximální vodorovný posun 1 mikrometr. Richter předpokládal, že díky tomu nebudou zaznamenávána záporná magnituda, nicméně Richterova škála nemá žádnou horní nebo dolní hranici. Moderní citlivé seismografy dnes běžně zaznamenávají záchvěvy s negativním magnitudem.
Protože původní Woodův-Andersonův torzní seismometr používaný při vzniku škály má konstrukční limity, zemětřesení silnější než 6,8 nemohla být z měření vypočítávána. Mnoho vědců navrhlo různá rozšíření této škály.

### Účinky zemětřesení dle Richterovy stupnice
Následující tabulka popisuje typické účinky zemětřesení různých magnitud blízko epicentra, ale měla by být přijata s velkou opatrností, neboť intenzita, a tím pádem i účinky na povrchu, nezávisejí jen na magnitudu, ale také na vzdálenosti od epicentra a geologických podmínkách v jeho okolí. Některé geologické struktury, např. sedimentární pánve, mohou pohyby půdy zesílit.
| Stupeň zemětřesení | Popisek                   | Richterovo magnitudo | Účinky zemětřesení                                                                                                  | Četnost výskytu |
| ------------------ | ------------------------- | -------------------- | --- | --- |
| 1.                 | Mikro                     | méně než 2,0         | Mikrozemětřesení, nepocititelné.                                                                                    | okolo 8000 denně |
| 2.                 | Velmi malé                | 2,0 až 2,9           | Většinou nepocititelné, ale zaznamenatelné.                                                                         | okolo 1000 denně |
| 3.                 | Malé                      | 3,0 až 3,9           | Často pocititelné, nezpůsobující škody.                                                                             | okolo 49000 ročně (odhad) |
| 4.                 | Slabé                     | 4,0 až 4,9           | Citelné třesení věcí uvnitř domů, drnčivé zvuky. Významné škody nepravděpodobné.                                    | okolo 6200 ročně (odhad) |
| 5.                 | Střední                   | 5,0 až 5,9           | Může způsobit velké škody špatně postaveným budovám v malé oblasti. Pouze drobné poničení dobře postaveným budovám. | okolo 800 ročně |
| 6.                 | Silné                     | 6,0 až 6,9           | Může ničit až do vzdálenosti 100 km.                                                                                | okolo 120 ročně |
| 7.                 | Velké                     | 7,0 až 7,9           | Může způsobit vážné škody na velkých oblastech.                                                                     | okolo 18 ročně |
| 8.                 | Velmi velké               | 8,0 až 8,9           | Může způsobit vážné škody i ve vzdálenosti stovek kilometrů.                                                        | 1 zhruba za rok |
| 9.                 | Velmi velké               | 9,0 až 9,9           | Může způsobit ještě vážnější škody a působí na tisíce kilometrů.                                                    | 1 zhruba za 20 let |
| 10.                | Masivní(Super)zemětřesení | 10,0+                | Nikdy nebylo zaznamenáno, možnost planetárních škod.                                                                | Četnost neznámá (nezaznamenáno); není jisté, zda je vůbec možné. K podobnému jevu mohlo dojít po dopadu obřího asteroidu na konci křídového období. |

### Kritika
Hlavní problém Richterovy škály je nejednoznačný vztah k fyzikálním charakteristikám zdroje zemětřesení. Navíc, okolo hodnot 8,3 až 8,5 nastává saturační efekt, který způsobuje, že tradiční metody měření naleznou stejné magnitudo pro zemětřesení očividně rozdílných velikostí. Podobně je hodnota 7 zlomová mezi malými a velkými způsobenými škodami.

## Jiné stupnice
Na začátku 21. století se většina seismologů shodla, že původní Richterova škála je zastaralá a nahradila ji fyzikálně smysluplnějším seismickým momentem, který má bližší vztah k fyzikálním parametrům zemětřesení, jako je energie při něm uvolněná.
V roce 1979 seismolog Hiroo Kanamori, také z Caltechu, navrhl momentovou škálu, která vyjadřuje seismický moment ve formě, která se blíží tradičnímu měření síly zemětřesení.
Magnituda by neměla být zaměňována s intenzitou. Intenzita (například Rossiho-Forelova a modifikovaná Mercalliho škála) závisí na podmínkách v místě zemětřesení a nepopisuje tak absolutní velikost zemětřesení.